# 返報性の原理
返報性の原理（へんぽうせいのげんり、英: Norm of reciprocity）とは、人々が他者から受けた行為に対して同様の行為で返すことを要求する。これは、人々が互いに利益には利益で応じ、害には無関心か敵意で応じるという期待として理解することができる。社会規範としての返報性は、社会生活の異なる領域や異なる社会において、様々な形態をとることがある。これは感謝、黄金律、相互善意といった関連する概念とは異なる。概念の分析については返報性（社会哲学・政治哲学）を参照のこと。
返報性の規範は、進化生物学における互恵的利他主義の概念を反映している。しかし、進化理論、そして社会生物学は主流の心理学者たちに受け入れられなかった。これにより、互恵的利他主義は新しい社会心理学的概念である返報性の規範の下で研究されることとなった。互恵的利他主義はヒトを含む様々な種に適用されてきたが、主流の心理学者たちは返報性の規範をヒトの説明にのみ用いている。
返報性の規範は、自己維持的な社会組織に必要な協力的行動を動機づけ、創造し、維持し、規制する。それは無節操な人々による被害を制限し、社会システムの安定性に貢献する。詳細については、しっぺ返し戦略と返報性（社会心理学）の議論を参照のこと。しかし、返報性の規範の力と遍在性は、不用心な人々に対して利用される可能性があり、多くの悪意ある信用詐欺、広告やマーケティングキャンペーン、そしてプロパガンダの成功の基礎となっている。これらでは、何らかの小さな贈り物が提供され、受け手が（製品の購入、寄付、または議論の筋道に対してより受容的になることによって）お返しをしたくなるという期待が生まれる。
一部の法学者にとって、返報性は国際法、「特に戦時国際法」の基礎となっている。第二次世界大戦が1945年に終結してからかなりの期間まで、返報性の規範は武力紛争における行為の正当化の根拠を提供していた。イギリスの法学者ヘルシュ・ラウターパクトは1953年に、「一方が戦争の規則に拘束されながらその恩恵を受けず、他方が戦争の規則の恩恵を受けながら拘束されないという敵対行為の遂行を想像することは不可能である」と指摘した。

## 肯定的側面と否定的側面
返報性の規範には肯定的側面と否定的側面がある。
肯定的な返報性の規範は、「個人間の利益や好意の交換によって生まれる埋め込まれた義務である。受け手は返済するまで、好意や利益の与え手に対して負債感を感じる」。肯定的な返報性の規範は、ある人が他者を助けた場合、贈り物、褒め言葉、貸付、仕事の紹介などの形で肯定的なフィードバックを期待できるという一般的な社会的期待である。社会心理学では、肯定的な返報性は、肯定的な行動に対して別の肯定的な行動で応じること（親切な行動に報いること）を指す。この規範は非常に強力で、初めに与えた人が自発的な返報的行為を待つ必要がなく、与えたものに対して何かを求めることを可能にする。場合によっては、お返しをするという期待がすでに暗示されているため、求める必要もない。返報性は好意の次元でも機能する。私たちは自分を助けてくれる人々を好み、助けを求めるが決してお返しをしない人々を嫌う。そのような不承認は、しばしば人々に返報性の規範に従わせるのに十分である。
「否定的な返報性の規範は、個人が不利な扱いに対抗する手段を表し、社会システムのバランスを保つ機能を果たす」。肯定的な返報性の規範とは対照的に、否定的な返報性の規範は、不正行為に対する適切な反応として不利な扱いの返報を強調する。この規範の原則は、暴力的または象徴的な虐待に対する強力な抑止力として機能する。他者に害を与えることは怒りと復讐を招く。否定的な扱いを受けた人々は怒って報復する可能性が高い。怒りの傾向が強い人々は、不当な扱いの扇動者を罰することで敵意を解消することの正当化として、否定的な返報性の規範をより強く支持する可能性がある。ある研究では、ほとんどの大学生が、刑事罰は同様の犯罪を防止する効果ではなく、犯罪の重大性によって決定されるべきだと考えていた。
否定的と肯定的な返報性の規範を区別する対照的な方法がある。「肯定的な返報性の規範とは対照的に、グールドナー(1960)は、利益の返報ではなく危害の返報に重点を置く否定的な返報性の規範または報復感情も提案した」。そのため、規範は主に肯定的または否定的な方法のいずれかで特徴づけられる可能性がある。しかし、「肯定的および否定的な返報性の規範は両方とも、人類の進化における公平な対人交換を開始し維持するのを助ける開始メカニズムおよび安定化機能として機能する」。

## 持続可能な健全な関係性（Rモデル）
Rモデルは、アンドリュー・ミルワード=ボイトンによって、その核心に返報的要素を持つ持続可能な健全な関係性の理論として開発された。この理論は、関係性が持続可能で健全であるために返報性が必要であることを説明している。返報性がなければ、関係性はより持続可能性が低く、より健全性が低いと考えられる。Rモデルは、関係性における均衡と整合性の必要性を提案し、均衡があれば関係性における均等な成長が可能になるとしている。
返報は持続可能で健全な関係性を維持するために不可欠であるため、返報とは関係性の両当事者が自由に与え合うことを意味する。自由に与えられる返報的要素は、返報を期待せずに提供される。
健全性と持続可能性には均衡が必要であるが、Rモデル理論は「結合した自律性」と健全性への焦点の必要性を提案している。Rモデルの使用例として、「しっぺ返し」ゲームの性質を理解し、Rモデルを使用して「しっぺ返し」のサイクルを断ち切ることが挙げられる。これには意識的な努力、自己認識、そして関係性の質を改善することへの献身が必要である。それは多くの場合、反応的で報復的な行動ではなく、思いやり、配慮、建設的なコミュニケーションを選択することを含む。
診断ツールとして使用される場合、Rモデルは、関係性における罰の形態として返報性を差し控えることが本質的に破壊的であり得ることについての深い認識を提供する。人間関係の複雑な網の中で、返報性は信頼を育み、均衡を維持する上で基本的な役割を果たす。一方が認識された軽蔑や違反に対する反応として返報性を差し控えることを選択すると、それは関係性の基盤（重要な基礎）を浸食する否定性の連鎖反応を引き起こす。この差し控えは、怨恨（被害者）と報復（悪意）のサイクルを永続させるだけでなく、対立を解決し成長を促進するために必要な建設的なコミュニケーションに活力が向けられることを妨げる。この行動の破壊的な性質を強調することで、Rモデルは、否定的な返報性の有害な道の代替として、コミュニケーション、思いやり、建設的な対応の重要性を強調する。それは、返報性を差し控えることが、しばしば関係性の幸福に重い代償を要求し、最終的に相互の成長とつながりの可能性を妨げることを個人が認識するよう促す。
Rモデルは生物心理社会モデルであり、生物学、心理学、社会-自然環境的要因の相互接続を見る学際的モデルの一種である。これは最初、グループセラピーの環境と規律における関係性の性質を理解するために開発された。初期のモデルはエリック・バーン、ジョン・ボウルビィ、ジョージ・コールリーザーの著作から影響を受けた。

## 私的および公的

### 私的な返報
返報性の規範は通常、内面化される。さらに、すべての主要な倫理的および宗教的伝統は、イエス（「あなたがたが人々にしてもらいたいと思うことを、同様に人々にもしなさい」）からコンフキウス（「自分がされたくないことを、他人にしてはいけない」）まで、返報性を道徳的行動の規則として含んでいる。規範の道徳的性格は、それに従うことが選択ではなく必須であるという感覚を促進し、返報しないことは自己非難と罪悪感を生み出すべきである。

### 公的な返報
返報性の規範がどのように機能するかを理解するもう一つの方法は、最初の好意とそれに続く返報が公的な方法で展開することを理解することである。規範を守ることの社会的報酬と破ることのコストは深刻である。人々は規範を破る他者に対してグループメンバーシップの継続を拒否する。
返報性の規範は、好意への返報の量が受け取ったものと「おおよそ同じ」であることを規定している。このような等価性の考えは2つの形態をとる：
異形返報性交換されるものは全く異なる可能性があるが、状況における利害関係者によって定義される価値において等しい。
同形返報性交換は、交換されるものに関して、または交換される状況に関して、形態が同一である。歴史的に、同形返報性の最も重要な表現は否定的な返報性規範にある。報復において、焦点は利益の返報ではなく、危害の返報にある。
しかし、マーク・A・ワットリーと同僚らは、それが公的な条件である場合、人々はより多くの好意、例えばより高額の寄付を行うことを発見した。

## 社会システムの安定性への意義
与えられた好意は直ちには返報されない。好意の返報には長い時間がかかる場合がある。介在する時間期間は、返報性の規範によって2つの方法で支配される。
1. 利害関係者は、適切な返報を行うために資源や資産を集め、動員し、または清算している。
2. それは、関連する当事者が自分たちに利益を与えた人々に害を与えてはならない時間期間である。そのような人々は、恩恵を与えた人々に対して感謝を示すか、平和を維持することを道徳的に制約される。そのため、未払いの義務は、相互に有益な交換と協力的な行動を促進することによって、社会システムの安定化に貢献することができる[3]。

返報の「おおよその等価性」は、重要なシステム安定化機能を示唆する。それは、負債が完全に返済されたかどうかについてあいまいさの要素を導入し、それによって誰が負債者であるかについての不確実性を生み出す。その比較的な不確定性は、一種の万能な道徳的セメントとして機能する。それは私たちの行動に注意を払わせ、協力的な行動を誘発する。
返報性の規範は、具体的な地位義務の十分に発達したシステムが存在する場合でも、社会的安定性に貢献する。地位義務は、地位の占有者がそれらを拘束力があると信じるため、行動を形作る。彼らは忠実に自分の責任を果たすことが期待される。それにもかかわらず、一般的な返報性の規範は、具体的な地位義務に従うための別の動機づけと道徳的制裁の源を提供する。他の人々があなたに対する地位責任を果たしてきた場合、あなたは彼らに対する地位責任を果たす二次的な義務を持つ。感謝の気持ちは正しさの感覚を強化し、同調に貢献し、それによって社会的安定性に貢献する。

## 組織研究
知覚された組織的支援（POS）と知覚された心理的契約違反（PPCV）は、組織研究における返報性規範の最も一般的な2つの測定である。
POSは、従業員が自分の組織が彼らの貢献を評価し、彼らの幸福を気にかけていると信じる程度である。これは、従業員がPOSに報いる方法としてより良い業績を上げる傾向があるため、従業員との肯定的な返報性のダイナミクスに対する組織の貢献である。
PPCVは、組織が仕事に関連する約束を破ったという信念から生じる従業員の失望感（軽い不満から裏切りまで）に関する構成概念である。これは、従業員がPPCVに報いるためにより劣った業績を上げる傾向があるため、否定的な返報性のダイナミクスに対する組織の貢献である。
デビッド・R・ヘクマンと同僚らは、医師や弁護士などの専門職の従業員は、組織アイデンティフィケーションが高く、専門職アイデンティフィケーションが低い場合に、POSにより良い業績で報いる可能性が最も高いことを発見した。専門職の従業員は、組織アイデンティフィケーションが高く、専門職アイデンティフィケーションが低い場合に、PPCVに対して最も寛容である。
従業員間の相互作用における返報性の規範は、アダム・グラントによる「ギバー文化」と「テイカー文化」の区別の基礎となっており、これらは尺度の両端を示し、その間に「マッチャー文化」が位置する。

## 進化心理学
進化心理学者たちは、「他者を助けることは、将来彼らが私たちを助ける可能性を高める」という期待を強調することで、利他主義を説明するために返報性の規範を使用してきた。親切に報いたいという人間の欲求と生存価値のために協力したいという欲求は、敵対的な世界における私たちの継続的な存在を可能にしてきた。したがって、返報性の規範は究極的に生存価値を持つ。この規範は私たちの進化的歴史に由来するため、それに従うことは「自然な」行動を構成し、その無視は不協和の程度を引き起こす可能性がある。返報性の規範は、進化生物学者ロバート・トリヴァースが作った概念である互恵的利他主義として進化心理学に見られる。社会生物学の台頭は主流の心理学者たちに受け入れられず、そのため互恵的利他主義は心理学において「返報性の規範」という用語の下で再発明された。「互恵的利他主義」という名前の下での研究の程度と比較して、「返報性の規範」という名前の下での研究の程度から判断すると、返報性の規範の研究は互恵的利他主義の研究よりも科学的に進んでいないと論じることができる。

## 発達心理学
発達心理学者たちは、返報性の規範と子どもにおけるこの規範の発達を研究してきた。心理学者たちは、子どもたちが2歳頃から返報的な行動を示し始めることを発見しており、これは他者の行動を観察し、仲間との独自の関係を持ち始める時期である。
心理学者たちが子どもにおける返報性の規範を研究できた一つの方法は、おもちゃの共有行動を観察し実験することである。クリスティーナ・R・オルソンとエリザベス・S・スペルケは、人形を家族や友人の代表として使用し、一連の状況が子どもに説明された後、子どもにさまざまな品物を人形に配布させる実験を行った。これらの状況は私的および公的な返報性を表し、子どもに品物を共有する人形を選択する機会を与えた。状況の例として、一つの人形が他の人形と共有するというものがある。オルソンとスペルケは、子どもたちが見知らぬ人よりも家族や友人により多く与え、自分と共有した人に報い、たとえ自分が品物を受け取らなくても他者と共有する人に報いることを発見した。
心理学者のケン・J・ローテンバーグとルアンヌ・マンも、自己開示の返報性規範の発達と、それが子どもの仲間への魅力に果たす機能を探究した。その結果は、返報性の規範が6年生になってはじめて仲間への魅力に関与することを示した。その集団の子どもたちは、親密さのレベルが開始者のものから逸脱した人々よりも、同じ程度の親密さを互いに示した人々に対してより大きな愛情を報告することでそのような効果を示した。ユニスの社会発達理論によると、中期児童期の前半（5-8歳）における子どもの友情は、「tit-for-tat」の交換と相互作用の規則を示す行動の返報性に基づいている。中期児童期の後半（9-11歳）以降、子どもの友情は、互いに協力的な交換の原則と返報性の理解を示す行動の返報性に基づいている。

## 研究
アメリカの116人の経営学修士学生を対象とした研究では、関係的自己志向の測定を含む一連の自己認識に関する質問に回答し、その6週間後、授業中に仕事の関係についての演習を完了した。「この演習では、参加者は職場での報酬配分シナリオにおいて自分が中心人物であると想像するように求められた場面を読んだ」。その後、同僚と一緒にプロジェクトに懸命に取り組み、同じような努力と貢献をしたと告げられた。その後、上司が1000ドルの報酬を与えることに同意した。そして、お金の分配方法について以下の選択肢が与えられた：
（A）同僚がお金の分配方法について提案を行う。
（B）提案を受け入れた場合、同僚が提案した額を受け取る。しかし、それを拒否した場合、お金は将来の報酬の検討のために会社に戻される。
結果は肯定的および否定的に偏っていた：2人が親しい友人や同僚の場合、1000ドルの20％の提案に対する受諾率は62％で、80％の提案に対しては100％であった。同僚が疎遠な場合、お金の20％に対する受諾率は20％で、80％に対しては77％であった。